# Celownik przeziernikowy

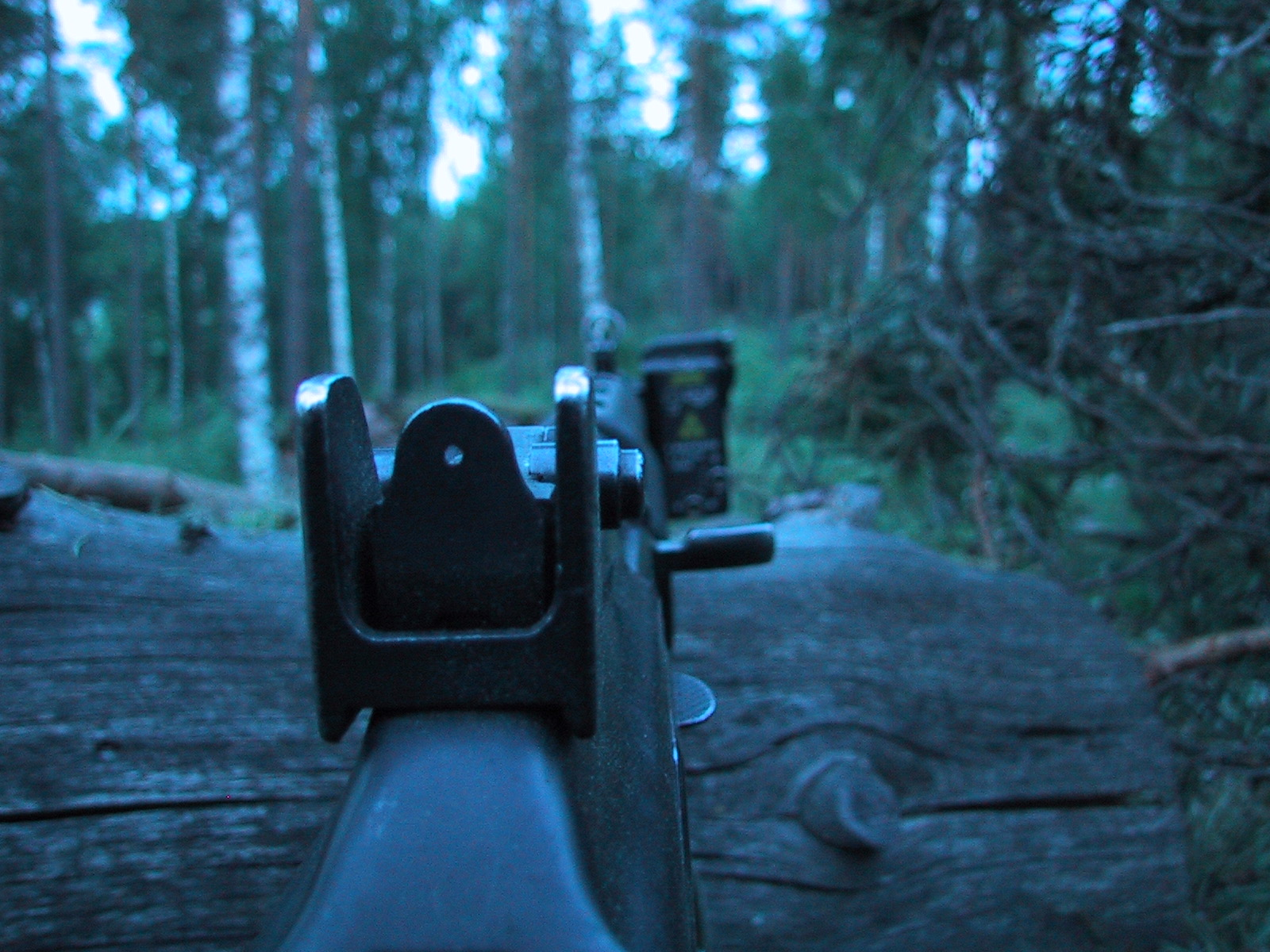
Celownik przeziernikowy karabinu szturmowego Valmet M62

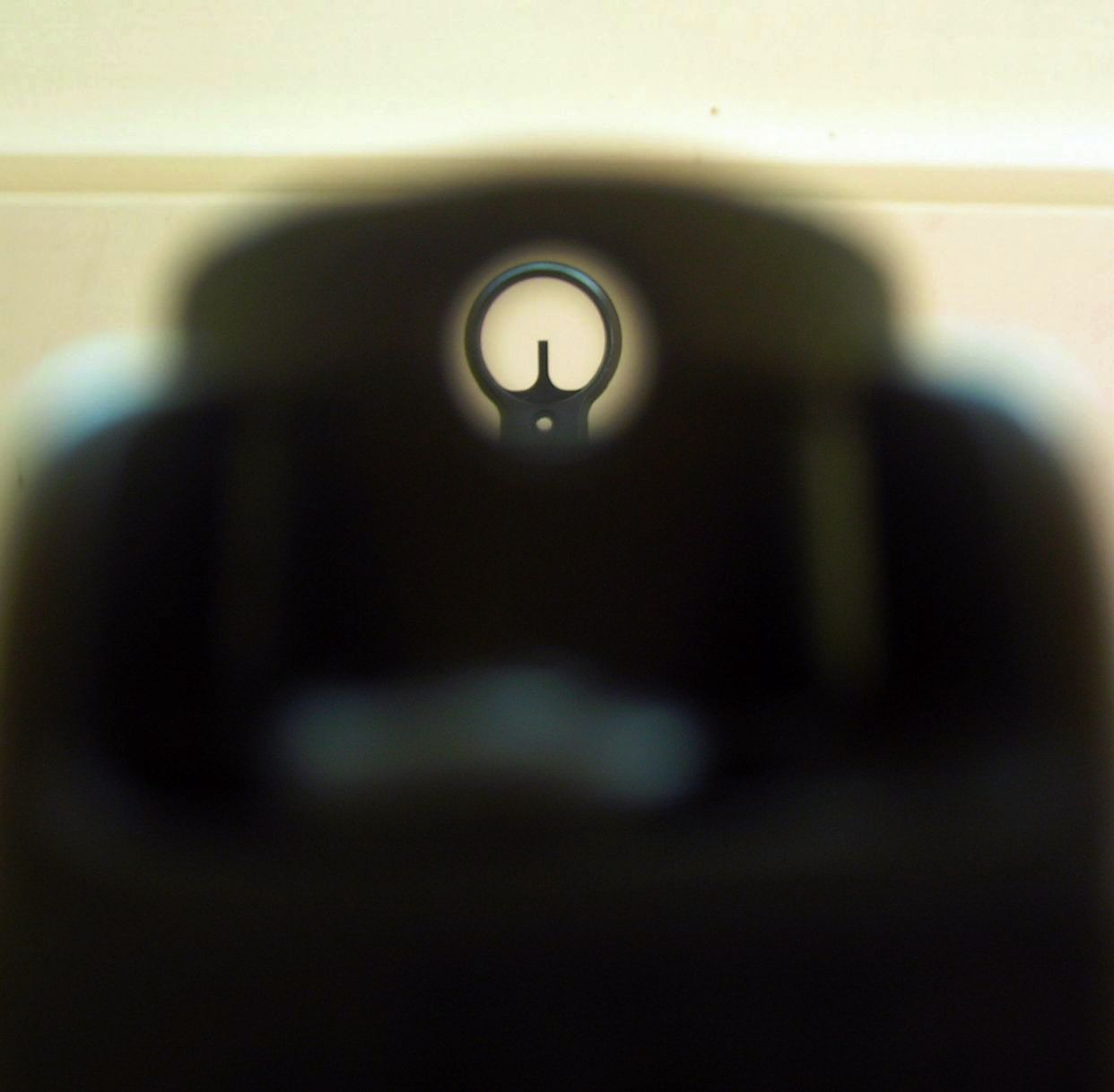
Widok przez celownik przeziernikowy

Celownik przeziernikowy (celownik zamknięty) – rodzaj mechanicznego celownika strzeleckiego, w którym najbliżej położonym oka strzelca elementem linii celowniczej jest przeziernik, czyli otwór o średnicy ok. 3 mm. 
Celownik przeziernikowy może być umieszczony blisko oka strzelca (minimalna odległość ok. 10 cm), dzięki czemu możliwe jest wydłużenie linii celowniczej. Wadami przezierników są większe niż w przypadku szczerbiny ograniczenie pola widzenia oraz większa trudność w dokładnym celowaniu spowodowana problemami z umieszczeniem muszki w środku otworu przeziernika. Stosowany w broni długiej (głównie w pistoletach maszynowych i karabinach).